# Víctor Rivera (siatkarz)
Víctor Rivera (ur. 30 sierpnia 1976) – portorykański siatkarz grający na pozycji przyjmującego we francuskim klubie Stade Poitevin. Reprezentant kraju. W reprezentacji Portoryko występował 41 razy.

## Kluby
- 1995–2001: Naranjito
- 2001–2003: MTV Näfels
- 2003–2004: Naranjito
- 2004–2005: Jastrzębski Węgiel
- 2005–2006: Etnikos Aleksandropolis
- 2006–2007: Arago de Sète
- 2007–2009: Paris Volley
- 2009–2010: Guaynabo
- 2010: AS Cannes
- 2010–2011: Stade Poitevin

## Sukcesy
- 1995 – Mistrzostwo Portoryka
- 1996 – Mistrzostwo Portoryka
- 1997 – Mistrzostwo Portoryka
- 1998 – Mistrzostwo Portoryka
- 1999 – Mistrzostwo Portoryka
- 2000 – Mistrzostwo Portoryka
- 2001 – Mistrzostwo Portoryka
- 2002 – Puchar Szwajcarii
- 2002 – Mistrzostwo Szwajcarii
- 2003 – Puchar Szwajcarii
- 2003 – Mistrzostwo Szwajcarii
- 2004 – Mistrzostwo Portoryka
- 2005 – Wicemistrzostwo Polski
- 2008 – Mistrzostwo Francji
- 2009 – Mistrzostwo Francji
- 2010 – Puchar Francji
- 2010 – Mistrzostwo Portoryka
- 2011 – Mistrzostwo Francji